# Société nationale d’Affrètement
Die Société nationale d’Affrètement war eine französische Reederei mit Sitz in Paris, die von 1916 bis 1963 bestand. Hauptaufgabe der Reederei war der Transport von Kohle für das Mutterunternehmen, die Eisenbahngesellschaft Compagnie des chemins de fer de Paris à Lyon et à la Méditerranée (kurz Compagnie Paris-Lyon-Méditerranée oder PLM).

## Geschichte

### Vorgeschichte und Gründung
Während des Ersten Weltkrieges suchte die Compagnie Paris-Lyon-Méditerranée nach Möglichkeiten, ihren Bedarf an Kohle aus Großbritannien zuverlässig und unabhängig von der Bedrohung durch deutsche Kriegsschiffe, Minen oder Requirierungen von Schiffsraum durch alliierte Regierungen zu sichern. Dazu legte sie sich 1916 und 1917 eine Flotte von eigenen Kohletransportern zu. Für die neu erworbenen Schiffe gründete sie ihre eigene Reederei, die Société nationale d’Affrètement (SNA). Die Schiffe erhielten als Namen das Kürzel P.L.M. und eine fortlaufende Nummer. Heimathafen der Schiffe wurde Rouen.

### Aufbaujahre im Ersten Weltkrieg

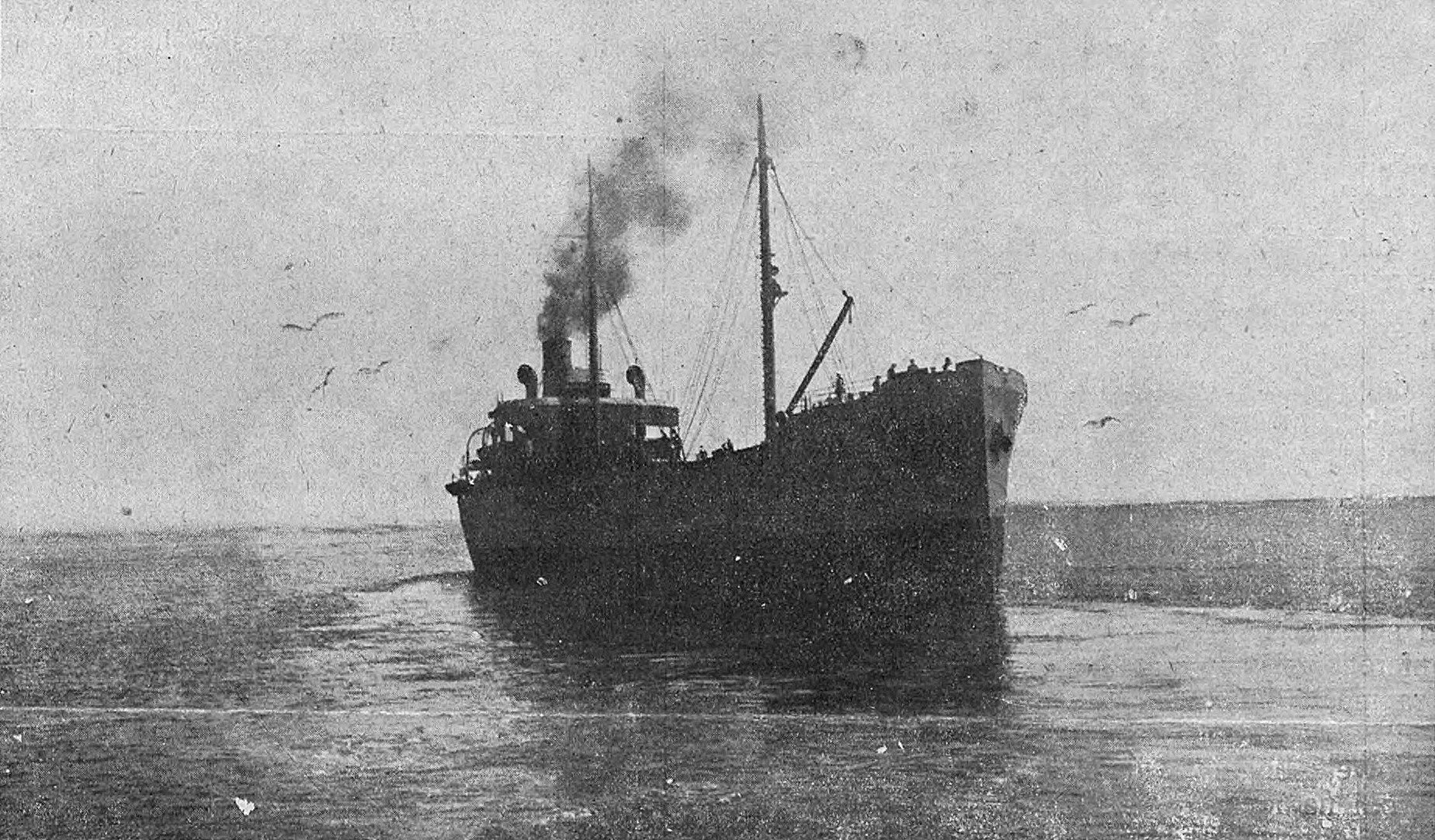
ORP Warta, die frühere P.L.M. 5

Mitten im Ersten Weltkrieg war es schwierig, überhaupt geeignete Schiffe zu finden: Die Kapazitäten der Werften waren belegt und in Großbritannien bestanden Verkaufsbeschränkungen. Lediglich ein Schiff konnte sie in dort erwerben, das den Namen Marseille erhielt. Erst in den Vereinigten Staaten fand sie weitere Schiffe, da dort der Schiffsmarkt etwas entspannter war als in Europa.
Bei der Schiffswerft Great Lake Engineering Works in Ecorse/Michigan wurde sie fündig und legte sich dort auf Umwegen fünf Schiffe zu. Sie wurden zunächst bei der Oriental Navigation Corporation in New York unter uruguayischer Flagge registriert, um mögliche Ausfuhrbeschränkungen zu umgehen. In der Schifffahrtspresse der damaligen Zeit wurde offen berichtet, dass diese Firma lediglich als Käufer für den französischen Kunden diente. In Frankreich registrierte die Reederei ihre Schiffe als P.L.M. 1 bis P.L.M. 5. Weitere fünf Schiffe kaufte die Reederei in unterschiedlichen Ländern. Die spätere P.L.M. 6 erwarb sie in Japan, P.L.M. 7 war ein älteres griechisches Trampschiff, P.L.M. 8 kam aus den Vereinigten Staaten, P.L.M. 9 und P.L.M. 10 waren wieder ältere britische Trampschiffe. Alle waren größer als die ersten fünf Erwerbungen.
Während des Krieges luden die Schiffe britische Kohle in den Häfen von Südwales oder der Nordostküste, manchmal auch aus Dünkirchen und transportierten sie nach Marseille. Als erstes Schiff verlor die Reederei im November 1916 P.L.M. 1, die verschollen blieb, die Marseille ging im März 1917 verloren, P.L.M. 3 sank im November 1917 nach einer Kollision und P.L.M. 4 wurde torpediert und sank im Dezember 1917. Noch nach Kriegsende strandete P.L.M. 8 im Dezember 1918.

### Entwicklung zwischen den Kriegen
Das Mutterunternehmen Compagnie Paris-Lyon-Méditerranée war vom Kohlentransport durch die eigenen Schiffe so überzeugt, dass sie auch nach Ende des Krieges die Flotte weiter betrieb und sogar noch ausbaute. Als erste Neuanschaffung erwarb sie die spätere Gap, von der neben einigen technischen Angaben fast nur das Datum der Strandung im Jahr 1928 bekannt ist. Bei den beiden Werften Smiths Dock Company und Sir Raylton Dixon and Company bestellte die SNA zwei Serien mit 14 neuen Schiffen, die die älteren Schiffe sukzessive ersetzten und aufgrund ihrer Größe „les grands PLMs“ genannt wurden. Die Nummern 11, 18 und 19 wurden nicht vergeben.
Die Schiffe luden weiterhin Kohle in walisischen und englischen Häfen, ebenso in Dünkirchen und auch Kohle aus Deutschland in Rotterdam. Die lange Fahrt aus diesen Häfen war inzwischen nur noch wirtschaftlich, wenn die Schiffe auch Fracht nach Norden beförderten. Nach Entladen der Kohle in Port-de-Bouc nahe Marseille luden die Schiffe Fracht – als Decklast auch Eisenbahnwaggons für PLM-Strecken in Algerien – nach Nordafrika und luden dort Bauxit für Nordeuropa. Diese Route bedienten die Frachter noch bis nach Beginn des Zweiten Weltkrieges.

### Tochter der SNCF
Bereits zuvor hatte die französische Regierung am 31. August 1937 die defizitären privaten Eisenbahngesellschaften EST, Nord, PLM und PO-Midi (entstanden durch die Fusion von PO und Midi) sowie die staatlichen Gesellschaften État (inklusive der Ouest) und AL verstaatlicht und zur SNCF zusammengeschlossen. Diese übernahm auch die Reedereien der Eisenbahngesellschaften, auch die Société nationale d’Affrètement. Die SNCF wurde damit einer der größten Reedereien Frankreichs. Sie setzte den Kohlentransport mit den 14 Schiffen dieser Reederei und den Schiffen der anderen Reedereien fort. Gleichzeitig ist den Reedereilisten zu dieser Zeit zu entnehmen, dass die SNA weiterhin „ihre“ Schiffe managte – parallel zu denen der SNCF.
Etwa zum Zeitpunkt der Verschmelzung zur SNCF und muss die Société nationale d’Affrètement weitere Schiffe angeschafft haben, die nun das Namenskürzel S.N.A. der Reederei und eine fortlaufende Nummer erhielten. Ab diesem Zeitpunkt wird die Überlieferung zur Reedereigeschichte sowie den Schiffen lückenhaft. Gesichert ist lediglich, dass zu Beginn des Zweiten Weltkrieges noch die Schiffe S.N.A. 1, S.N.A. 7, S.N.A. 8, S.N.A. 9 und S.N.A. 10 im Dienst der Reederei standen. Klärungsbedarf besteht über den Zeitpunkt der Anschaffung dieser, der nicht erwähnten Schiffe S.N.A. 2 bis S.N.A. 6 sowie weitere Schiffe mit abweichender Namensgebung.

### Zweiter Weltkrieg
Im Zweiten Weltkrieg gingen ab Februar 1940 die ersten Schiffe der Reederei unter: P.L.M. 15 wurde von U 37 torpediert und P.L.M. 25 lief auf britische Mine. Nach der Kapitulation Frankreichs requirierte die britische Regierung die in ihren Häfen liegenden Schiffe P.L.M. 14, P.L.M. 17, P.L.M. 22 und P.L.M. 27. Dazu kamen 1941 und 1942 aus Vichy-Frankreich P.L.M. 13 und P.L.M. 21, die ebenfalls dem Ministry of War Transport unterstellt wurden. Von diesen sechs Schiffen wurden P.L.M. 22 und P.L.M. 27 von deutschen U-Booten versenkt. Die deutsche Besatzungsmacht in Frankreich wiederum übernahm die in französischen Häfen verbliebenen Schiffe P.L.M. 12, P.L.M. 16, P.L.M. 20, P.L.M. 23, P.L.M. 24 und P.L.M. 26. Alle sechs Frachter wurden von den Alliierten versenkt oder zerstört.
Weitere Schiffe der Reederei mit abweichender Namensgebung (Alençon, St. Marin, Ste. Germaine, St. Julienne und wahrscheinlich weitere) befanden sich zu Beginn des Zweiten Weltkriege im Besitz der Reederei. Mit Ausnahme der genannten Schiffe lassen sich dazu jedoch keine weiteren Aussagen treffen.

### Entwicklung nach dem Zweiten Weltkrieg
Nach dem Krieg gab die britische Regierung die verbliebenen Schiffe P.L.M. 13, P.L.M. 14 und P.L.M. 17 an die französische Regierung zurück, ebenso die beiden Schiffe S.N.A. 8 und S.N.A. 10. Die SNA übernahm für die SNCF wieder die Bereederung der Frachtschiffe, die jedoch nicht mehr lange bei der Reederei blieben. Als erstes wurde 1950 P.L.M. 17 verkauft, ein Jahr später folgten P.L.M. 13 und P.L.M. 14. Über Neuankäufe von Schiffen fehlen Informationen.
Trotz der Verkäufe soll die Reederei 1957 über vier Schiffe und 1960 über acht Schiffe verfügt haben. Über diese Schiffe liegen nur sehr lückenhaft Daten vor. Als die SNCF die Société nationale d’Affrètement 1963 veräußerte, standen noch acht Schiffe in ihren Diensten. Käufer der Reederei war die Société Anonyme de Gérance et d’Armement (SAGA), ein Unternehmen, das 1919 von der Rothschild Bank für die Verwaltung staatlicher Schiffe gegründet wurde und sich 1982 ebenfalls aus der Schifffahrt zurückzog.

## Schiffe der Reederei (Auswahl)
Aufgrund der unsicheren Überlieferung sind nur diejenigen Schiffe aufgeführt, deren Zuordnung zur Reederei bestätigt ist.
| Name          | Baujahr | Werft                                         | Vermessung | Dienstzeit           | Anmerkungen, Verbleib |
| ------------- | ------- | --------------------------------------------- | ---------- | -------------------- | --- |
| Marseille     | 1887    | Workman, Clark, Belfast                       | 3450 t     | 1916–1917            | 1887 für J.P. Corry & Co. als Star of Victoria gebaut, 1912 Frigiada, 1915 Moinho Fluminense und 1916 Marseille für die SNA. Unklar, ob 1917 torpediert oder nach einer Kollision vor der Île d’Yeu am 20. März 1917 gesunken.                                                              |
| P.L.M. 1      | 1912    | Great Lake Engineering Works, Ecorse/Michigan | 2549 BRT   | 1916–1917            | ex amerikanische Edison Light, im November 1916 verschollen. |
| P.L.M. 2      | 1911    | Great Lake Engineering Works, Ecorse/Michigan | 2294 BRT   | 1916–1925            | ex amerikanische Penobscot, 1925 verkauft, 20. Oktober 1956 gesunken. |
| P.L.M. 3      | 1911    | Great Lake Engineering Works, Ecorse/Michigan | 2294 BRT   | 1916–1917            | ex amerikanische F. J. Lisman, 19. November 1917 nach Kollision gesunken. |
| P.L.M. 4      | 1916    | Great Lake Engineering Works, Ecorse/Michigan | 2640 BRT   | 1916–1917            | ex amerikanische M. E. Harper, 27. Dezember 1917 von UC 71 torpediert und versenkt. |
| P.L.M. 5      | 1916    | Great Lake Engineering Works, Ecorse/Michigan | 2820 BRT   | 1916–1924            | 1924 Transporter Warta der polnischen Marine, anschließend ziviles Frachtschiff. Ab 1935 ungarische Turul, 1940 nach Panama umgeflaggt, 1954 abgewrackt. |
| P.L.M. 6      | 1916    | Osaka Iron Works                              | 3244 BRT   | 1917–1921            | ex japanische Kifunezan Maru, 1921 nach Großbritannien verkauft (Bedeburn, Aikleaf), 1936 abgewrackt. |
| P.L.M. 7      | 1908    | Central Marine Engineering Works              | 3189 BRT   | 1917–1922            | ex griechische Fameliaris und Ambatielos, 1922 verkauft als Parthenon, 3. November 1942 von U 442 und/oder U 522 versenkt. |
| P.L.M. 8      | 1915    | New York Shipbuilding                         | 3289 BRT   | 1917–1922            | ex amerikanische Virginia, 26. September 1922 gestrandet. |
| P.L.M. 9      | 1896    | Swan Hunter                                   | 3011 BRT   | 1917–1918            | ex britische Saint Mary und Benrath, ex griechische Andreas Gerakis, 4. Dezember 1918 gestrandet. |
| P.L.M. 10     | 1898    | William Gray & Company                        | 3107 BRT   | 1917–1928            | ex britische Easingwold, 1928 ägyptische Angele Mabro, Juli 1940 auf der Reise von Bilbao nach Cardiff verschollen. |
| P.L.M. 12     | 1920    | Smiths Dock Company                           | 3442 BRT   | 1921–1943            | 1943 von Deutschen Reich als Paula übernommen und Mittelmeer-Reederei zugewiesen. 17. September 1943 von brit. Zerstörern Eclipse und Faulknor versenkt. |
| P.L.M. 13     | 1920    | Smiths Dock Company                           | 3442 BRT   | 1921–1941, 1946–1951 | 1941 vom Ministry of War Transport übernommen, 1945/46 an SNCF zurückgegeben, 1951 verkauft 1961 abgewrackt. |
| P.L.M. 14     | 1921    | Smiths Dock Company                           | 3442 BRT   | 1921–1940, 1946–1951 | 1940 vom Ministry of War Transport übernommen, 1945/46 an SNCF zurückgegeben, 1951 verkauft 1959 abgewrackt. |
| P.L.M. 15     | 1921    | Smiths Dock Company                           | 4016 BRT   | 1921–1940            | am 18. Februar 1940 von U 37 versenkt. |
| P.L.M. 16     | 1921    | Smiths Dock Company                           | 4005 BRT   | 1921–1942            | 18. Dezember 1942 von Mittelmeer-Reederei als Elbe übernommen, dann als Peter genutzt. 23. September 1944 von brit. U-Boot Vampire versenkt. |
| P.L.M. 17     | 1921    | Smiths Dock Company                           | 4008 BRT   | 1922–1940, 1946–1950 | 1940 vom Ministry of War Transport übernommen, 1945/46 an SNCF zurückgegeben, 1950 verkauft, 1961 abgewrackt. |
| P.L.M. 20     | 1920    | Sir Raylton Dixon and Company                 | 4865 BRT   | 1920–1942            | 1. März 1942 vom britischen U-Boot Unbeaten vor Tunesien versenkt. |
| P.L.M. 21     | 1920    | Sir Raylton Dixon and Company                 | 5529 BRT   | 1921–1942            | 11. November 1942 in Algerien von Alliierten übernommen, 3. Dezember 1944 nach Grundberührung gesunken. |
| P.L.M. 22     | 1920    | Sir Raylton Dixon and Company                 | 5529 BRT   | 1921–1940            | 24. Juli 1940 vom Ministry of War Transport übernommen, 27. Juni von U 123 versenkt. |
| P.L.M. 23     | 1920    | Sir Raylton Dixon and Company                 | 5529 BRT   | 1921–1940            | 4. August 1940 von der Unterweser Reederei übernommen und dem Unternehmen Seelöwe zugewiesen. 29. Dezember 1940 vor Scharhörn gesunken. |
| P.L.M. 24     | 1921    | Sir Raylton Dixon and Company                 | 5461 BRT   | 1921–1942            | 17. Dezember 1942 der Mittelmeer-Reederei als Perigord zugewiesen, 7. September 1943 in Ägäis nach Minentreffer gesunken. |
| P.L.M. 25     | 1921    | Sir Raylton Dixon and Company                 | 5461 BRT   | 1922–1940            | 27. Februar 1940 nach Minentreffer gesunken. |
| P.L.M. 26     | 1921    | Sir Raylton Dixon and Company                 | 5461 BRT   | 1922–1940            | 4. August 1940 als Ostfriesland für Unternehmen Seelöwe übernommen, 12. Mai 1941 in Hamburg durch Luftangriff gesunken, gehoben, 30. März 1945 in Wilhelmshaven nach Luftangriff erneut gesunken, 1946 gehoben, 1947 abgewrackt.                                                            |
| P.L.M. 27     | 1922    | Sir Raylton Dixon and Company                 | 5461 BRT   | 1922–1940            | 17. Juli 1940 vom Ministry of War Transport übernommen, 2. November 1942 von U 518 versenkt. |
| Gap           | 1920    | Osbourne, Graham & Co., Sunderland            | 2200 BRT   | 1920–1928            | Im Februar 1928 Verlust durch Strandung. |
| S.N.A. 1      | 1922    | Osbourne, Graham & Co., Sunderland            | 2679 BRT   | ?–1940               | in Nacht 3./4. März 1940 nach Kollision mit britischem Frachter Thurston gesunken. |
| S.N.A. 7      | 1922    | Osbourne, Graham & Co., Sunderland            | 2679 BRT   | ?–1941               | Juni 1940 in Vichy-Frankreich weiter in Fahrt, 27. April 1940 nach Minentreffer gesunken. |
| S.N.A. 8      | 1930    | Smiths Dock Company                           | 2569 BRT   | ?– 1940, 1946–1960?  | 17. Juli 1940 vom Ministry of War Transport übernommen, 1946 Rückgabe, 1960 abgewrackt. |
| S.N.A. 9      | 1927    | John Crown & Sons, Sunderland                 | 2719 BRT   | 1936–1942            | 10. Dezember vom Deutschen Reich übernommen und Mittelmeer-Reederei zugewiesen, 6. September 1943 umbenannt in Sonja und an Schwarzmeer-Schiffahrts-GmbH, 9. Dezember 1943 vor Lemnos vom britischen U-Boot Surf versenkt.                                                                  |
| S.N.A. 10     | 1920    | Ateliers & Chantiers de la Loire, Nantes      | 2921 BRT   | 1937–1940, 1946–1951 | 1920 Louis Nail der französischen Regierung, 1922 Lapeyrade der Compagnie Industrielle Maritime, 1923 an Compagnie Navale Industrielle, 1937 S.N.A. 10, 17. Juli 1940 vom Ministry of War Transport übernommen, 1945 Rückgabe, 1951 Leognan der Société Navale Bordelaise, 1958 abgewrackt. |
| Alençon       | 1919    | Great Lake Engineering Works, Ashtabula/Ohio  | 2327 BRT   | 1940–1940, 1946–1947 | ex Brookings, ex Cowiche, 1940 angekauft, nach dem Waffenstillstand vom Juni 1940 in den Oakland/Kalifornien interniert, 1942 beschlagnahmt, 1946 zurückgegeben und 1947 aufgelegt. |
| St. Marin     | 1919    | G. M. Standifer Construction, Vancouver       | 6716 BRT   | 1941–1942            | Juni 1940 in Dakar von franz. Behörden beschlagnahmt, 1941 der SNA übergeben, 1942 an Italien ausgeliefert und als Catania in Fahrt, 1943 durch Bombentreffer beschädigt, später gesprengt.                                                                                                 |
| Ste. Germaine | 1919    | Bergens M. V, Bergen                          | 1620 BRT   | 1941–1942            | Juni 1940 in Dakar von franz. Behörden beschlagnahmt, 1942 vom Deutschen Reich übernommen, 1944 als Helga im Schwarzen Meer versenkt. |
| St. Julienne  | 1920    | Osbourne, Graham & Co., Sunderland            | 2127 BRT   | 1941–1942            | Juni 1940 in Casablanca von franz. Behörden beschlagnahmt und aufgelegt, 1941 der SNA übergeben, 1942 von Mittelmeer-Reederei Reich als Oria übernommen, im Februar 1944 in der Ägäis gestrandet.                                                                                           |